# Чезіналі
Чезіналі (італ. Cesinali) — муніципалітет в Італії, у регіоні Кампанія,  провінція Авелліно.
Чезіналі розташоване на відстані близько 230 км на південний схід від Рима, 50 км на схід від Неаполя, 4 км на південний схід від Авелліно.
Населення — 2590 осіб (2014).
Щорічний фестиваль відбувається 31 грудня. Покровитель — San Silvestro Papa.

## Демографія
Населення за роками:

Станом на 1 січня 2023 року в муніципалітеті офіційно проживали 53 іноземці з 19 країн, серед них 11 громадян країн Євросоюзу та 3 громадяни України.

## Сусідні муніципалітети
- Аєлло-дель-Сабато
- Атрипальда
- Сан-Мікеле-ді-Серино
- Санто-Стефано-дель-Соле